# Marienhafe
Marienhafe er en kommune i Landkreis Aurich i Niedersachsen i Tyskland.
Marienhafe indgår i kommunefællesskabet Brookmerland.